# Lithostygnus costatus
Lithostygnus costatus is een keversoort uit de familie schimmelkevers (Latridiidae). De wetenschappelijke naam van de soort werd in 1886, tegelijk met de naam van het geslacht, gepubliceerd door Thomas Broun. Op pagina 950, waar de beschrijving staat, is de naam gespeld als 'costalus' maar in de inhoudsopgave als 'costatus'. In de 'errata' wordt duidelijk dat 'costatus' de bedoelde en dus correcte schrijfwijze is.